# Fevzi Elmas
Fevzi Elmas (Çanakkale, 9 juni 1983) is een Turkse voetballer die dienstdoet als doelman. Hij verruilde in juli 2013 Orduspor voor Şanlıurfaspor. Eerder speelde hij voor Çanakkale Dardanelspor, Galatasaray en Antalyaspor.